# Levergies
Levergies é uma comuna francesa na região administrativa de Altos da França, no departamento de Aisne. Estende-se por uma área de 7,67 km². Em 2010 a comuna tinha 554 habitantes (densidade: 72,2 hab./km²).